# Gymnaspis grandis
Gymnaspis grandis är en insektsart som beskrevs av Green 1916. Gymnaspis grandis ingår i släktet Gymnaspis och familjen pansarsköldlöss.
Artens utbredningsområde är Seychellerna. Inga underarter finns listade i Catalogue of Life.